# Eumasia
Eumasia é um gênero de mariposa pertencente à família Acrolophidae.